# Vendillés
Vendillés (en asturiano y oficialmente Vindías) es una entidad singular de población, con la categoría histórica de lugar, perteneciente al concejo de Yernes y Tameza, en el Principado de Asturias (España). Se enmarca dentro de la parroquia de Yernes. Alberga una población de 12 habitantes (INE 2009), siendo el núcleo menos poblado del concejo.
Se encuentra a una altitud de 570 m s. n. m. y a una distancia de 6 km de Villabre, capital del concejo.